# Jennifer Sky
Jennifer Sky, all'anagrafe Jennifer Kathleen Wacha (Palm Beach, 13 ottobre 1976), è un'attrice, ex modella, attivista e imprenditrice statunitense.
Conosciuta principalmente per il suo ruolo da protagonista in Cleopatra 2525 e le partecipazioni ad altre serie tv, si è in seguito ritirata dal mondo del cinema per dedicarsi alla scrittura e alla moda.

## Biografia
Jennifer nasce in una piccola cittadina della Florida. A soli 15 anni, vince un concorso di bellezza organizzato da Seventeen Magazine e comincia a viaggiare per il mondo. A 17 anni viene scritturata nel “New Mickey Mouse Club” e recita in Emerald Cove e SeaQuest. Intanto continua a studiare recitazione a New York e poi a Los Angeles.
La sua avventura nel mondo del cinema inizia con ruoli di comparsa in alcune serie come Pacific Blue, Buffy l'ammazzavampiri, CSI: Scena del crimine, Boomtown e Streghe; seguiti da ruoli da co-protagonista in Fastlane, Xena - Principessa guerriera e General Hospital; nel 2000 interpreta Cleopatra nella serie fantascientifica Cleopatra 2525. Nel 2002 recita nel film horror My little eye con Bradley Cooper .Nel 2003 è tra i protagonisti dell'episodio conclusivo della nota serie TV Colombo dal titolo Ricatto mortale.
Dopo essersi gravemente ammalata nel 2004, una volta completamente guarita nel 2007, ha deciso di abbandonare il cinema per dedicarsi alla scrittura. Nel 2005 entra in società, assieme alla sorella Katie Wacha e la cognata Taryn Band, creando così il marchio "Vanitas of California", una casa di moda della California.

## Filmografia

### Cinema
- Trigger Happy (2001)
- Amore a prima svista (Shallow Hal), regia di Peter Farrelly e Bobby Farrelly (2001)
- Shop Club (2002)
- My Little Eye, regia di Marc Evans (2002)
- Fish Without a Bicycle (2003)
- Never Die Alone (2004)
- The Helix... Loaded (2005)
- Meet Market (2008)
- Somewhere, regia di Sofia Coppola (2010) – non accreditato

### Televisione
- Emerald Cove – serie TV, 1 episodio (1993)
- SeaQuest - Odissea negli abissi (SeaQuest DSV) – serie TV, un episodio (1994)
- Our Son, the Matchmaker (1996) – film TV
- Pacific Blue – serie TV, un episodio (1997)
- Buffy l'ammazzavampiri (Buffy the Vampire Slayer) – serie TV, un episodio (1997)
- General Hospital – serie TV (1997 -1998)
- Sins of the City – serie TV, un episodio (1998)
- Xena - Principessa guerriera (Xena: Warrior Princess) – serie TV, 6 episodi (1999)
- Colombo (Columbo) – serie TV, episodio 10x14 (2003)
- Cleopatra 2525 – serie TV 28 episodi (2000 -2001)
- CSI - Scena del crimine (CSI: Crime Scene Investigation) – serie TV 1 episodio (2002)
- Streghe (Charmed) – serie TV, un episodio (2003)
- CSI:Miami – serie TV, 2 episodi (2004)

## Doppiatrici italiane
- Giò Giò Rapattoni in CSI: Miami